# اعتقال ألبرتو فوجيمورو ومحاكمته
اعتُقل الرئيس البيروفي السابق ألبرتو فوجيموري وخضع للمحاكمة وأدين بعدة جرائم متعلقة بالفساد وانتهاكات حقوق الإنسان حدثت خلال فترة حكمه. كان فوجيموري رئيسًا من 1990 إلى 2000. وانتهت رئاسته بفراره من البلاد في خضم فضيحة تتعلق بالفساد وانتهاكات حقوق الإنسان.
بقي فوجيموري في منفاه الاختياري في حين كان مطلوبًا في بيرو إلى أن ألقي القبض عليه أثناء زيارته إلى تشيلي في نوفمبر 2005. سُلم إلى بيرو ليواجه تهمًا جنائيةً في سبتمبر 2007.
في ديسمبر 2007 أُدين فوجيموري بتوجيه أمر بتنفيذ عملية تفتيش ومصادرة غير قانونية، وحكم عليه بالسجن ست سنوات. أيدت المحكمة العليا هذا القرار عند تقديمه للاستئناف.
في أبريل 2009 أدين فوجيموري بارتكاب انتهاكات لحقوق الإنسان وحكم عليه بالسجن 25 عامًا لدوره في عمليات قتل واختطاف على أيدي فرقة موت «جروبو كولينا» خلال معركة حكومته ضد المقاتلين اليساريين في التسعينيات.
يمثل الحكم الذي أصدرته لجنة مؤلفة من ثلاثة قضاة، المرة الأولى التي يتم فيها تسليم رئيس دولة منتخب إلى بلده الأصلي، ومحاكمته وإدانته بارتكاب انتهاكات لحقوق الإنسان. أدين فوجيموري بارتكاب جرائم قتل وأذى جسدي وحالتي اختطاف. في يوليو 2009 حكم عليه بالسجن سبع سنوات ونصف سنة بتهمة الاختلاس بعد اعترافه بتقديم 15 مليون دولار من خزينة بيرو إلى رئيس جهاز استخباراته فلاديميرو مونتيسينوس. بعد شهرين وفي محاكمة رابعة، أقر بأنه مذنب بالرشوة وتلقى حكمًا بفترة سجن إضافية مدتها ست سنوات. بموجب القانون البيروفي، يجب أن تنفذ جميع الأحكام في وقت واحد، بحد أقصى 25 سنة للسجن.
في 24 ديسمبر 2017، أصدر الرئيس بيدرو بابلو كوتشينسكي عفوًا عنه لأسباب صحية. ألغت المحكمة العليا في بيرو العفو في أكتوبر 2018.

## المنفى في اليابان
بعد أن فرّ فوجيموري إلى اليابان، طلبت حكومة بيرو تسليمه. ونظرًا إلى أن اليابان تعترف بفوجيموري كمواطن ياباني عوضًا عن جنسيته البروفية بسبب قانون الجنسية الرئيسي، ولأن اليابان ترفض تسليم مواطنيها إلى دول أخرى، لم تسلم اليابان فوجيموري.

## الاعتقال في تشيلي
في 6 نوفمبر 2005، وصل ألبرتو فوجيموري إلى سانتياغو تشيلي بشكل غير متوقع، على متن طائرة خاصة، عبر تيجوانا من طوكيو. مرت رحلته عبر المجال الجوي البيروفي في طريقها من المكسيك إلى تشيلي. حدثت عدة حالات طرد من العمل بسبب الإهمال في التعامل مع رحلة فوجيموري إلى تشيلي. أثناء التحقيقات، فُصل اثنان من ضباط الهجرة في تشيلي وأربعة في المكسيك لفشلهم في تبليغ رؤسائهم بمحطة توقف فوجيموري عند وصوله. فُصل أيضًا العقيد كارلوس ميدل، رئيس الإنتربول في ليما بسبب الإهمال، ويبدو أنه أمر موظفيه بإغلاق نظام التحذير الذي يعمل على مدار 24 ساعة في وقت تحليق رحلة فوجيموري.
يقول مسؤولون مكسيكيون إنه لم يُقبض على فوجيموري في المكسيك لعدم وجود أمر قضائي بالقبض عليه. رئيس بيرو أليخاندرو توليدو، بعد علمه بوصول فوجيموري إلى تشيلي، دعا إلى «اجتماع طارئ» في القصر الحكومي. اتصل توليدو بوزير خارجية تشيلي إجناسيو ووكر، وطلب احتجاز فوجيموري. وبعد ذلك بساعات قليلة، احتُجز فوجيموري بناءً على أمر توقيف أصدره قاضٍ تشيلي، كانت قد طلبت منه المحكمة العليا في تشيلي أن ينظر في طلب ليما باحتجاز فوجيموري قبل المحاكمة، كجزء من عملية التسليم.
نُقل فوجيموري بعد ذلك إلى مدرسة التحقيقات (أكاديمية شرطة التحقيق التشيلية)، حيث بات الليلة. أُبلغ فوجيموري بأسباب اعتقاله، وطلب التماسًا بالإفراج المؤقت أثناء إجراءات التسليم، لكن طلبه قوبل بالرفض. في وقت لاحق في نفس اليوم، نُقل إلى مدرسة الدرك (أكاديمية تدريب ضباط الإصلاحيات)، حيث احتُجز حتى مايو 2006.

## عملية التسليم
فُوض قرار تسليم فوجيموري من قبل الحكومة التشيلية إلى المحكمة العليا، تبعًا لمعاهدة تسليم المجرمين بين البلدين في عام 1932. يقول القانون التشيلي إنه بالإضافة إلى شروط المعاهدة، يجب أن تستند طلبات التسليم أيضًا إلى أدلة كافية ضد المتهم، ليس بالضرورة أن تكون أدلة كافية لإدانته بالتهم، لكن يجب أن تكفي لتبرير الاتهامات (من وجهة نظر القانون التشيلي). وهذا يعني أن على المدعين العامين في بيرو أن يثبتوا أن الجرائم التي اتهم بها فوجيموري في بيرو على نفس القدر من الشدة في تشيلي.
أرسلت بيرو، التي استغرقت ستين يومًا لإصدار طلب التسليم، وفداً رفيع المستوى برئاسة وزير الداخلية رومولو بيزارو والمدعي العام الأعلى. طلبت حكومة اليابان «معاملة عادلة» لفوجيموري.
في 18 مايو 2006 أُفرج عن فوجيموري بكفالة (تبلغ قيمتها 2830 دولارًا أمريكيًا) ونُقل بعيدًا إلى منزل مستأجر من قِبل عائلته في حي لاس كونديس في سانتياغو. وفقًا لفوجي تاكاهيكو، أحد الممولين اليابانيين الذين كانوا يغطون بعض نفقات فوجيموري، «فوجيموري (انتظر بهدوء) قرار المحكمة العليا التشيلية لأنه حصل على تأكيدات بأنه لن يُسلَم». أفادت التقارير بأن فوجي غطى تكلفة استئجار المنزل، بينما غطى كادر من رجال الأعمال والأصدقاء اليابانيين نفقات معيشته. أفاد فوجي، وهو تاجر يعمل بتصدير السيارات، أن فوجيموري نسي إلى حد كبير معرفته باللغة اليابانية. لم يُسمح لفوجيموري بمغادرة تشيلي لأنه حصل على الإفراج المؤقت. وكانت هناك مخاوف بين بعض مواطني بيرو من إمكانية فراره من البلاد.
وصل فوجيموري إلى تشيلي في وقت كانت فيه العلاقات بين تشيلي وبيرو متوترة، بعد أن أقر الكونغرس في بيرو في الأسبوع السابق قانونًا يحاول استعادة الأراضي البحرية من تشيلي. وقال وزير الخارجية التشيلي، اجناسيو ووكر، إن تصرف فوجيموري كان «موقفًا غير حكيم وغير مسؤول للغاية، نظرًا إلى أن هذا الأسبوع هو الأكثر صعوبة في العلاقات مع بيرو خلال العقد الماضي». قال فوجيموري في تصريح إعلامي إنه سيبقى في تشيلي مؤقتًا أثناء ترشحه لرئاسة بيرو في انتخابات أبريل 2006. أرسلت حكومة بيرو عددًا من طلبات التسليم إلى تشيلي بخصوص فوجيموري. وطلبت تسليمه للمحاكمة بتهمة القتل في قضيتي مذبحة باريوس التوس ومذبحة لاكانتوتا، وكلاهما نُفذتا من قبل فرقة الموت «جروبو كولينا». كما طلبت تسليمه لقيامه بخطف صموئيل داير وغوستافو غوريتي، وكلاهما اختُطفا على أيدي أفراد من الجيش البيروفي أثناء الانقلاب الذاتي الذي قام به فوجيموري ونُقلا إلى قبو جهاز المخابرات.
إضافة إلى ذلك، وجهت إليه تهمة استلاب وإساءة استخدام السلطة لأمره بالبحث غير القانوني عن منزل تملكه زوجة فلاديميرو مونتيسينوس والاستيلاء عليه، إنشاء عصابات غير مشروعة لارتكاب جريمة الاختلاس وإدراج بيانات كاذبة في وثيقة عامة لدفع 15 مليون دولار أمريكي لمونتيسينوس، وعصابات غير مشروعة لارتكاب جريمة الفساد النشط عبر دفع الأموال لأعضاء الكونغرس من أجل تبديل الأحزاب والإبلاغ عن الأحزاب المعارضة، التداخل الهاتفي أو التنصت، وإنشاء عصابات غير مشروعة لارتكاب جريمة الاختلاس للحصول على تصريح بالتنصت غير القانوني على هواتف شخصيات معارضة، إنشاء عصابات لارتكاب جريمة الاختلاس واستلاب الصلاحيات للمشاركة في عملية احتيالية لشراء جرارات من الصين، ورشوة الصحف ومحطات التلفزيون بأموال الدولة من أجل الحصول على تغطية إخبارية ملائمة.
لاحقًا، رفض القاضي التشيلي المشرف على إجراءات التسليم قبول أدلة جديدة بخصوص عشر تهم متعلقة بالفساد وقضيتي انتهاكات لحقوق الإنسان، والتي وفقًا لدان كولينز من بي بي سي نيوز «كانت ستطيل القضية لعدة أشهر».
في 22 نوفمبر 2006، أصدرت حكومة بيرو مذكرة توقيف جديدة بحق فوجيموري، مدعيةً أنه أمر بقتل 20 من أعضاء سينديرو لومينوزو في عام 1992. ونفى فوجيموري التهمة.
في 11 يناير 2007، رفضت المحكمة العليا في تشيلي طلبًا بإجراء تحقيق إضافي قدمه محامون يمثلون فوجيموري. تزامن الحكم الجديد مع غضب الحكومة البيروفية من الحكم الصادر مؤخراً عن «محكمة الدول الأمريكية لحقوق الإنسان» والذي أدان بيرو بارتكاب جرائم حصلت خلال نظام الرئيس السابق. أعربت حكومة بيرو عن قلقها من احتمال محاولة فوجيموري الهرب من تشيلي. على الرغم من أن الإفراج عن فوجيموري كان مشروطًا، مع أحكام تمنعه من مغادرة تشيلي، فقد سافر في نهاية يناير 2007 إلى منتجع شاطئي على متن طائرة خاصة.
في 1 فبراير 2007، ذكرت رويترز أن التقرير النهائي لحكومة بيرو بشأن تسليم فوجيموري احتوى على أدلة إضافية تدعم ارتباط الرئيس السابق بانتهاكات حقوق الإنسان.  على حد تعبير كارلوس بريسينو، المدعي الخاص بقضايا الفساد في بيرو، «لقد انتهينا عملياً من إعداد التقرير، يوجد دليل دامغ (ضد فوجيموري)». نفى فوجيموري بدوره تهم حقوق الإنسان والاختلاس.

## بيدرو فوجيموري
في 8 فبراير 2007، قدمت حكومة بيرو طلبًا رسميًا إلى الولايات المتحدة لتسليم شقيق فوجيموري الأصغر، بيدرو فوجيموري. وفقًا لرئيس وحدة تسليم المجرمين التابعة لوزارة العدل البيروفية عمر شحادة، اتُهم بيدرو فوجيموري بالفساد المتعلق بتلقي تبرعات غير قانونية لمنظمة غير حكومية تدعى «أبينكاي»، تأسست في بداية ولاية فوجيموري الأولى. قال شحادة لرويترز إن بيدرو فوجيموري أشرف على التبرعات اليابانية للحكومة البيروفية، وزعم أنه قام بجمع ما يقارب 30 مليون دولار أمريكي في حساباته المصرفية الشخصية في الولايات المتحدة. المتحدث باسم حزب فوجيموريستا وعضو الكونغرس كارلوس رافو، نفى تلك الاتهامات ووصفها بأنها غير مدعومة، وأشار إلى عدم وجود علامات فساد من قبل بيدرو فوجيموري.

## رفض القاضي التشيلي تسليم فوجيموري
في 20 يوليو 2007، وجد قاضي المحكمة العليا التشيلية أورلاندو ألفاريز أنه لا وجود لأي دليل يربط الرئيس السابق ألبرتو فوجيموري بكل تهم قضايا الفساد والانتهاكات المزعومة لحقوق الإنسان والتي وجهها مؤتمر توليدو له. صرح القاضي ألفاريز أن جميع الاتهامات تستند إلى الشائعات: «كان من المفترض أن يعرف (فوجيموري) تلك الأعمال الإجرامية».
استُئنف هذا الرأي أمام المحكمة العليا فورًا.